# Georg Weerth
Georg Ludwig Weerth (né le 17 février 1822 à Detmold et mort le 30 juillet 1856 à La Havane) fut un écrivain, satiriste, journaliste et négociant allemand.

## Biographie

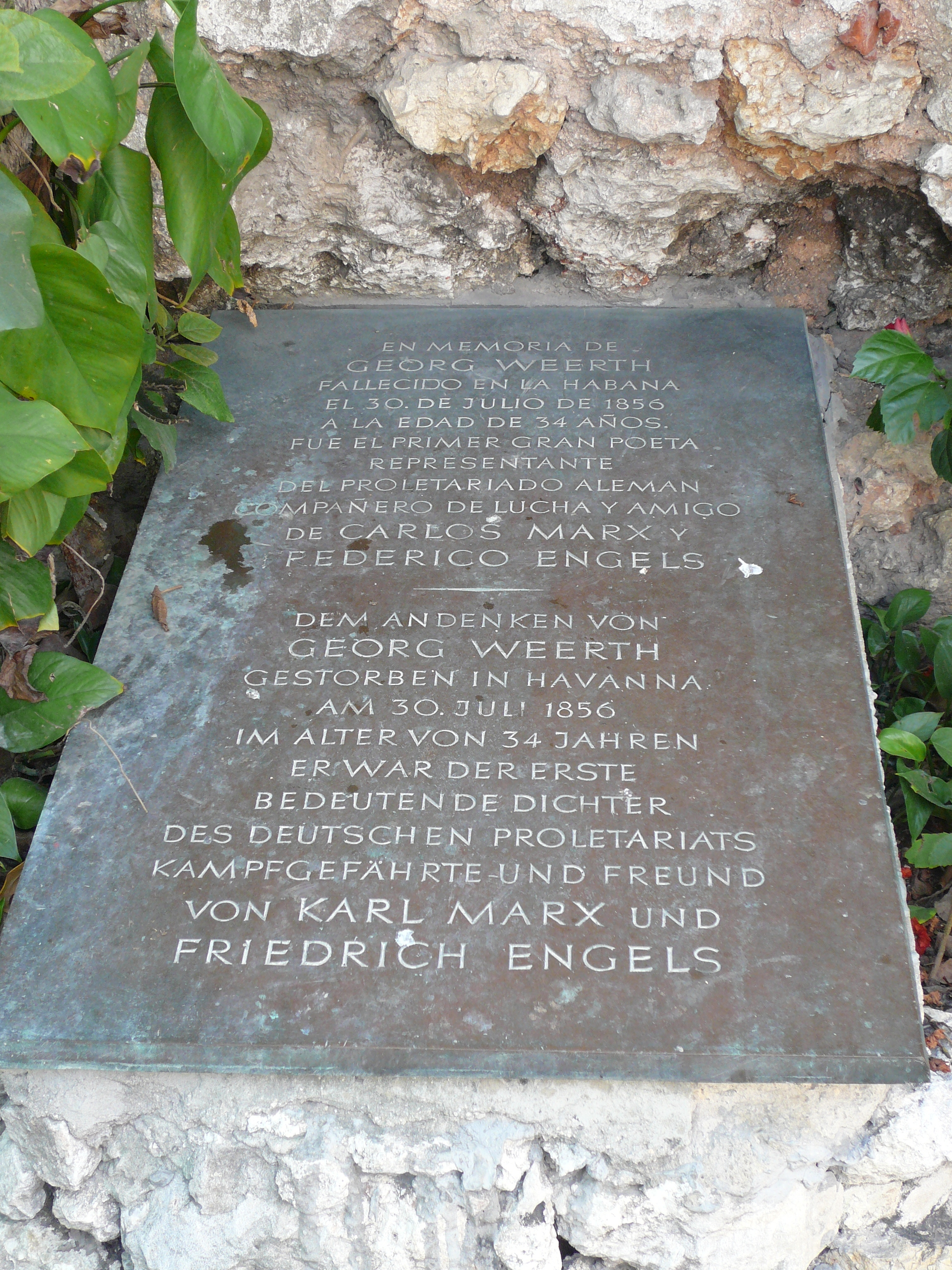
Stelle commémorative à La Havane en mémoire de Georg Weerth

Georg Weerth naît le 17 février 1822 à Detmold en Allemagne de Wilhelmina Weerth (née Burgmann) et Ferdinand Weerth, pasteur et surintendent général. À partir de 1836, après plusieurs accidents cardio-vasculaires, son père ne peut plus travailler. Georg Weerth doit alors abandonner le lycée de Detmold et entamer un apprentissage de négociant le 16 septembre 1838 à la filature de coton, de soie et de laine d'Elberfeld (aujourd'hui Wuppertal) J. H. Brink & Co. Il apprend le français et l'anglais pendant son temps libre pour devenir correspondancier.
Pendant son apprentissage, Georg Weerth fait la connaissance de Hermann Püttmann (1811-1874), rédacteur du journal libéral Barmer Journal, poète et critique d'art, lequel initie Georg Weerth à la littérature et le sensibilise à la question sociale. En 1838, Georg Weerth se lie d'amitié avec Ferdinand Freiligrath et intègre son « petit cercle de littérateurs » la même année. Ledit cercle réunissait régulièrement à Barmen 15 personnes pour discuter littérature et lire des poèmes.
En 1840, Georg Weerth part à Cologne pour travailler dans la mine du comte de Meinertzhagen, avant d'occuper à Bonn en 1842 un poste dans la filature Weerth & Peill d'un proche parent, Friedrich aus’m Weerth. À côté de son travail, Georg Weerth suit des conférences à l'université de Bonn et fait la connaissance du théologien Gottfried Kinkel et du germaniste Karl Simrock qui organisaient alors des cercles de poésie progressistes et encouragent Georg Weerth à écrire. Ils se réunissent au Maikäferbund, un cercle poétique. Le premier poème de Weerth, Der steinerne Knappe (« le mineur de pierre ») paraît en 1841 dans une anthologie.
En 1843, Georg Weerth se rend à Bradford dans le Yorkshire et travaille deux années durant comme correspondancier dans la société de laine peignée et de coton Ph. Passavant & Co. Cette période le marque profondément et affûte ses convictions politiques. Son ami John L. MacMichan, médecin dans les quartiers populaires, lui fait prendre connaissance de l'envers de l'industrialisation : pauvreté et misère des ouvriers dans les usines de textile.
C'est au cours de son séjour en Angleterre qu'il sympathise avec Friedrich Engels et durant un voyage en Belgique à l'été 1845 qu'il rencontre Karl Marx. Il rejoint alors le mouvement communiste et donne corps à ses idéaux dans des poèmes. Weerth, alors commis voyageur, sert de messager en 1846 pour les Comités de correspondance communiste mis en place par Marx et Engels, ainsi que pour la Ligue des communistes. Aussi, Engels écrira plus tard à son sujet : « Weerth, le premier et plus grand poète du prolétariat allemand ».
En mars 1846, il accepte un poste à la filature Emanuel & Son. Il publie au même moment une série d'articles dans le Deutsche-Brüsseler-Zeitung (de). En février-mars 1848, à la nouvelle de la révolution en France, il se rend à Paris pour être au cœur des événements.
Il part en avril 1848 à Cologne avec Marx et Engels pour fonder la Nouvelle Gazette rhénane. En plus de couvrir l'actualité de la Grande-Bretagne et de la Belgique, il dirige la rubrique du feuilleton. C'est là qu'il publie entre 1848 et 1849 les épisodes de sa satire Vie et faits du fameux chevalier Schenapahnski, en s'inspirant du prince Felix von Lichnowsky pour son personnage principal. Le nom de « Schenapahnski » (« Schnapphahnski » en allemand, qui vient de « Schnapphahn » qui signifie « voleur de poules ») est une référence à l'épopée en vers Atta Troll de Heinrich Heine dans laquelle le chevalier apparaît à deux reprises. Mais Lichnowsky meurt prématurément le 19 septembre 1848 à Francfort – les premiers chapitres du Schenapahnski paraissent début août –, ce qui vaudra à Georg Weerth une condamnation pour « diffamation à l'encontre d'un mort ». Il est reconnu coupable en janvier 1850 et doit purger une peine de trois mois de prison en plus de se voir privé de ses droits civiques pour une durée de cinq ans. Il sort de prison le 25 février 1850.
Profondément déçu que la révolution ait avorté, Georg Weerth renonce à la littérature. Il entreprend alors de longs voyages d'affaires dans la moitié de l'Europe, dont l'Espagne, le Portugal, la Grande-Bretagne ou la France. Mais sa société fait faillite et Georg Weerth reprend le 7 décembre 1852 l'agence pour les Indes occidentales de l'établissement Steinthal & Co. Il part alors pour Saint Thomas et parcourt jusqu'à juin 1855 les États-Unis, le Mexique, Cuba et le Brésil.
En juin 1855, il rentre à Southampton, entre autres pour demander la main d'une cousine éloignée, Betty Tendering. Cette dernière l'éconduit et Georg Weerth repart le 2 décembre 1855 à Saint Thomas. Il décide en mars 1856 de s'installer à La Havane, à Cuba. Le 23 juillet 1856, au cours d'un voyage d'affaires à Saint-Domingue, il tombe malade. Le médecin qui l'examine rapidement lui diagnostique une méningite le 26 juillet. La malade est déjà à un stade avancé et Georg Weerth ne peut être sauvé.
Georg Weerth décède le 30 juillet 1856 à l'âge de 34 ans à La Havane. Dans le quartier de Cayo Hueso, une stèle commémorative est dressée en 1974 sur un mur de la Calle Aramburu – le dernier vestige de l'ancien cimetière d'Espada – en la mémoire de Georg Weerth,. Ses effets personnels et manuscrits sont répartis dans trois lieux. Ses principaux manuscrits sont conservés au Internationaal Instituut voor Sociale Geschiedenis d'Amsterdam. Les deux caisses dans lesquelles ils contenaient furent achetées en 1936 pour 5000 marks. Une partie des manuscrits originaux est conservée à l'institut Marx-Engels-Lénine (en) de Moscou. Ces derniers furent acquis par un amateur dans les années 1920. Enfin, la Lippischen Landesbibliothek de Detmold, la ville natale de Georg Weerth, complète les poèmes de la main de Georg Weerth et des exemplaires d'auteur de la Nouvelle Gazette rhénane par des centaines de lettres qu'elle tient à la disposition du public.

## Œuvres
(novembre 2018).

### Sélection
- Vie et faits du fameux chevalier Schenapahnski, RN éditions, 2017, traduit de l'allemand et présenté par Christophe Lucchese [édition originale : Leben und Thaten des berühmten Ritters Schnapphahnski, Hoffmann und Campe, Hambourg, 1849]  (ISBN 979-10-96562-09-1)
- Das Hungerlied, 1844
- Die Armen von der Senne. In: Hermann Püttmann (Hrsg.): Deutsches Bürgerbuch für 1845.[9] S. 266–271
- Die Industrie. In: Hermann Püttmann (Hrsg.): Deutsches Bürgerbuch für 1845. S. 346–347
- Handwerksburschenlied. (1846) Der Sozialdemokrat Nr. 24 vom 7. Juni 1883. nach Marx-Engels-Werke Band 21, S. 5–8
- Handwerksburschenlieder. In: Hermann Püttmann (Hrsg.): Album. Originalpoesien. Reiche, Borna 1847, S. 6 ff. Digitalisat
- La Liberté du commerce considérée du point de vue prolétaire par M. G. Weerth et Les protectionnistes, les libres échangistes et la classe ouvrière par M. Karl Marx.  C. G. Vogler, Bruxelles 1847

### Éditions de ses œuvres complètes
- Ausgewählte Werke, Verlag Volk und Welt, Berlin, 1948, édition établie par Bruno Kaiser
- Sämtliche Werke in fünf Bänden, Aufbau-Verlag, Berlin, 1956–1957, édition établie par Bruno Kaiser
- Werke in zwei Bänden, Volksverlag, « Bibliothek Deutscher Klassiker », Weimar, 1963
- Briefwechsel mit Betty Tendering. Aufbau-Verlag, Berlin-Weimar 1972, édition établie par Bruno Kaiser
- Vergessene Texte. Werkauswahl in 2 Bänden, Leske, Cologne, 1975-1976, édition établie par  Jürgen-Wolfgang Goette & Jost Hermand
- Sämtliche Briefe, 2 volumes, Campus-Verlag, Francfort-sur-le-Main, 1989, édition établie par Jürgen-Wolfgang Goette  (ISBN 3-593-33913-7)
- Vie et faits du fameux chevalier Schenapahnski, traduit et présenté par Christophe Lucchese, R&N éditions  (ISBN 979-10-96562-09-1)

### Sur Weerth
- Ernst Fleischhack, Georg-Weerth-Bibliographie. Naturwissenschaftlicher u. Historischer Verein für das Land Lippe, Detmold 1972 (aus: Lippische Mitteilungen aus Geschichte und Landeskunde, Band 41, 1972).

### Entrées biographiques
- Georg Weerth. In: Franz Osterroth: Biographisches Lexikon des Sozialismus. Verstorbene Persönlichkeiten. Bd. 1. J. H. W. Dietz Nachf., Hannover 1960, S. 322–323.
- Weerth, Georg. In: Lexikon sozialistischer deutscher Literatur. Von den Anfängen bis 1945. Monographisch-biographische Darstellungen. Bibliographisches Institut, Leipzig 1964, S. 526–530.
- M. Kotschetkowa: Georg Weerth. In: E. P. Kandel (Redaktion):Marx und Engels und die ersten proletarischen Revolutionäre. Dietz Verlag, Berlin 1965, S. 339–366.
- Peter Schuppan: Weerth, Georg. In: Karl Obermann, Heinrich Scheel, Helmuth Stoecker (de) u.a. Hrsg.: Biographisches Lexikon zur Deutschen Geschichte. Von den Anfängen bis 1917. Deutscher Verlag der Wissenschaften, Berlin 1967, S. 486–487.
- Günter Albrecht, Kurt Böttcher, Herbert Greiner-Mai (de), Paul Günter Krohn (de): Weerth, Georg. In: Lexikon deutschsprachiger Schriftsteller von den Anfängen bis zur Gegenwart. L–Z. VEB Bibliographisches Institut, Leipzig 1968, S. 676–628.
- Bruno Kaiser: Weerth, Georg. In: Geschichte der deutschen Arbeiterbewegung. Biographisches Lexikon. Dietz Verlag, Berlin 1970, S. 469–471.